# Кочо Попов
Кочо Трайков Попов (на македонска литературна норма: Кочо Траjков Попов) е политик, деец на Югославската и Българската комунистическа партия.

## Биография
Роден е през октомври 1908 г. в Куманово в семейството на поп Трайко Попов и Евдокия Попова. Има още 1 брат и две сестри. Влиза в ЮКП. Книжар е по професия. Кочо Попов е един от членовете на редакцията на вестник „Дедо Иван“. За комунистическа дейност лежи три години в затвора. Малко след Илинденските демонстрации от 11 октомври, Попов преднамерено подава грешна информация да не се бърза със създаването на отряди в Кумановско и така забавя създаването на Козячкия партизански отряд с няколко дни, което според Салтир Путински е с цел Кочо Попов да избяга в София. Според Методи Гарев, Попов е привърженик на Методи Шаторов - Шарло. След като немците напускат Куманово Попов става комендант на града. По заповед на Светозар Вукманович арестуваните Йосиф Андонов, Кръстьо Лазаров, Кирил Мургашански, Теодосий Джартов е трябвало да бъдат разстреляни без съд, но Попов отказал да се подчини. Привикан е в Белград и заповедта на Вукманович е изпълнена. След войната е търговски представител на Югославия в Италия. Емигрира в България сред разрива между Тито и Сталин. Арестуван е по процеса срещу Трайчо Костов и лежи в затвора до 1958 г. Баща е на журналиста Гроздан Попов. Умира през 1972 г. в София.